# Rdio
Rdio war ein Musikstreaming-Dienst der gleichnamigen US-amerikanischen Rdio Inc. mit Sitz in Potrero Hill, San Francisco.

## Geschichte
Rdio wurde von den Skype-Gründern Niklas Zennström und Janus Friis sowie Carter Adamson gegründet. Zennström und Friis waren ebenso Urheber der Tauschbörse Kazaa. Am 3. August 2010 endete die private Betatest-Phase. Der Dienst startete offiziell am 11. Januar 2012 in Deutschland. Finanziert wurde das Unternehmen durch die Risikokapitalanbieter Atomico (Niklas Zennström), Janus Friis, Mangrove Capital Partners und Skype.
Am 16. November 2015 verkündete das Unternehmen, dass es Insolvenz anmelden werde, und mit dem US-Unternehmen Pandora ausgemacht habe, "Technologie und Design-Lösungen an Pandora" zu verkaufen und dass viele Mitarbeiter als Teil des Deals Angebote von Pandora bekommen werden; der Betrieb unter dem Namen Rdio wurde bald darauf eingestellt. Laut Wall Street Journal hatte Rdio Ende 2014 in den USA nur 98.000 zahlende Kunden.
Nachdem der Dienst eine Zeitlang weiterlief wurde er schließlich eingestellt und auf „Pandora Internet Radio“ umgeleitet.

## Verbreitung
Der Dienst war in 51 Ländern verfügbar, darunter Deutschland, Österreich, Schweiz, Großbritannien und die USA. Zahlende Kunden können den Dienst auch im Ausland benutzen.

## Funktionen

### Musik-Katalog
Das Musikangebot umfasste Inhalte aller Major-Labels. Die Zahl der verfügbaren Titel belief sich laut eigenen Angaben auf über 25 Millionen Songs. Das Repertoire wurde ständig um neue Labels erweitert. Der Musik-Katalog ließ sich nach Interpreten, Songs, Alben und Labels durchsuchen. Zudem konnte die gehörte Musik zu Last.fm „gescrobbelt“ werden. Neue Musik ließ sich unter anderem über die „Heavy Rotation“ finden, sie zeigte personalisierte Musikempfehlungen und Musik, die Freunde gerne hören. Zudem gab es Top-Charts und eine Liste der Neuerscheinungen.

### Playlisten
Der Nutzer konnte Playlisten erstellen und diese mit Freunden teilen. Diese Musikabspiellisten konnten mit anderen Nutzern gemeinsam bearbeitet werden. Außerdem konnten Playlisten abonniert werden, um Benachrichtigungen zu erhalten, wenn neue Songs hinzugefügt werden.

### Community
Zudem existierte eine Online-Community, die Nutzern erlaubte, zu teilen und anderen zu folgen, um zu sehen, welche Musik diese hören.

## Programme

### PC
Der Dienst bot ein natives Desktop-Programm für Mac OS X und Windows.

### Webbrowser
Der komplette Dienst war auch als webbasierten Variante verfügbar. Die Installation eines Programms war somit nicht zwingend notwendig.

### Mobile Geräte
Darüber hinaus gab es Apps für iOS, Android, Blackberry und Windows Phone. Diese konnten Musik streamen und synchronisieren, damit sie offline gehört werden kann. Zudem existierten Anwendungen für Roku- und Sonos-Systeme.

### Auto
Mit der Softwareversion 5.9 wurde Rdio im Tesla Model S zum Standard Musikstreaming-Service in Europa, die Datenübertragung erfolgt je nach Möglichkeit über 3G oder WLAN. In den USA kam stattdessen Slacker zum Einsatz.

## Accounts und Abonnements
Der Dienst bot in Deutschland standardmäßig zwei Optionen der Nutzung an. Das Web-Paket beinhaltete nur die Nutzung der Webanwendung und war auf fünf Euro monatlich angesetzt. Im Unlimited-Paket war die Nutzung der Webanwendung und der mobilen Apps eingeschlossen, wofür Rdio zehn Euro monatlich verlangt. Der Dienst ließ sich vor Auswahl einer der beiden Varianten in Deutschland vierzehn Tage lang testen.
In 15 Nationen konnten die Nutzer den Dienst sechs Monate lang kostenlos benutzen, jedoch mit einer begrenzten Anzahl von Streams. Deutschland war von dieser Aktion ausgeschlossen.

### Family Plan
Ebenfalls existierte ein „Family Plan“, der nur für Unlimited-Pakete gilt. Dabei kosteten zwei Accounts 18 Euro pro Monat und drei Accounts 23 Euro. So konnten seit dem 24. Juni 2013 bis zu fünf Familienmitglieder den Dienst zu einem ermäßigten Preis nutzen.

## Kritik
Rdio wurde meist positiv von Kritikern bewertet. Gelobt wurde die übersichtliche und moderne Benutzeroberfläche. Kritisiert wurde jedoch, dass der Nutzer seine eigene Musik nicht mit Rdio hören kann.
Die Stiftung Warentest gab in der Zeitschrift test bekannt, dass Rdio mit über 40 Klauseln in den Allgemeinen Geschäftsbedingungen den Nutzer unzulässig benachteiligen würden und unwirksam seien. So schloss Rdio beispielsweise jegliche Haftung aus, wenn es aufgrund eines technischen Defekts zu Speicherfehlern kommt und der Nutzer dadurch seine Musiksammlung verliert.

## Vdio
Am 2. April 2013 startete Rdio Vdio, ein Film- und TV-Show-Streaming-Dienst. Jedoch konnten nicht unbegrenzt Filme geschaut werden, sondern es musste für jeden einzelnen Film gezahlt werden. Der Dienst wurde am 27. Dezember 2013 geschlossen.